# Dasiops karneri
Dasiops karneri är en tvåvingeart som beskrevs av Morge 1980. Dasiops karneri ingår i släktet Dasiops och familjen stjärtflugor. Inga underarter finns listade i Catalogue of Life.